# Minás Ghékos
Minás Ghékos (grec moderne : Μηνάς Γκέκος), né le 7 novembre 1959, à Istanbul, en Turquie, est un joueur et entraîneur grec de basket-ball. Il évolue au poste d'arrière

## Palmarès
- Vainqueur des Jeux méditerranéens de 1979